# 弗蘭蒂爾 (密歇根州)
弗蘭蒂爾（英語：Frontier）是位於美國密歇根州希爾斯代爾縣伍德布里奇鎮區的一個非建制地區。

## 地理
弗蘭蒂爾所處的海拔為高於海平面314米（即1030英呎），而該地所採用的時區為UTC-5，即北美东部時區（EST）。同時該地設有夏令時間，為UTC-5調快一小時，即UTC-4（EDT）。